# Tectaria pseudosinuata
Tectaria pseudosinuata är en ormbunkeart som beskrevs av Garth Brownlie.
Tectaria pseudosinuata ingår i släktet Tectaria och familjen Tectariaceae. Inga underarter finns listade i Catalogue of Life.